# ویلهلم فون کوبل
ویلهلم فون کُبِل (آلمانی: Wilhelm von Kobell; ۶ آوریل ۱۷۶۶ – ۱۵ ژوئیهٔ ۱۸۵۳) نقاش، چاپ‌کار و استاد دانشگاه اهل آلمان بود. از آثارش محاصره کوزل را می‌توان نام برد.

## نگارخانه

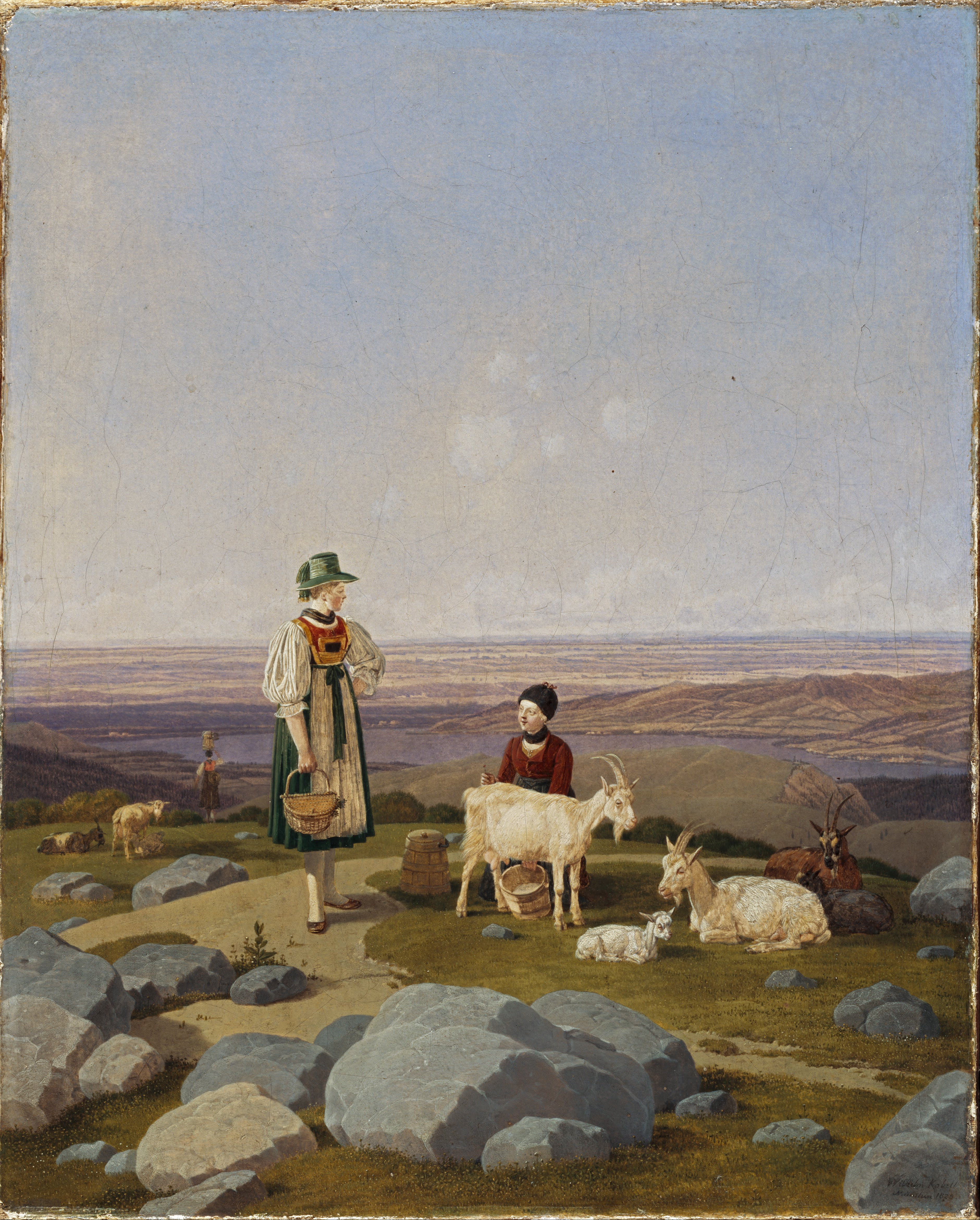
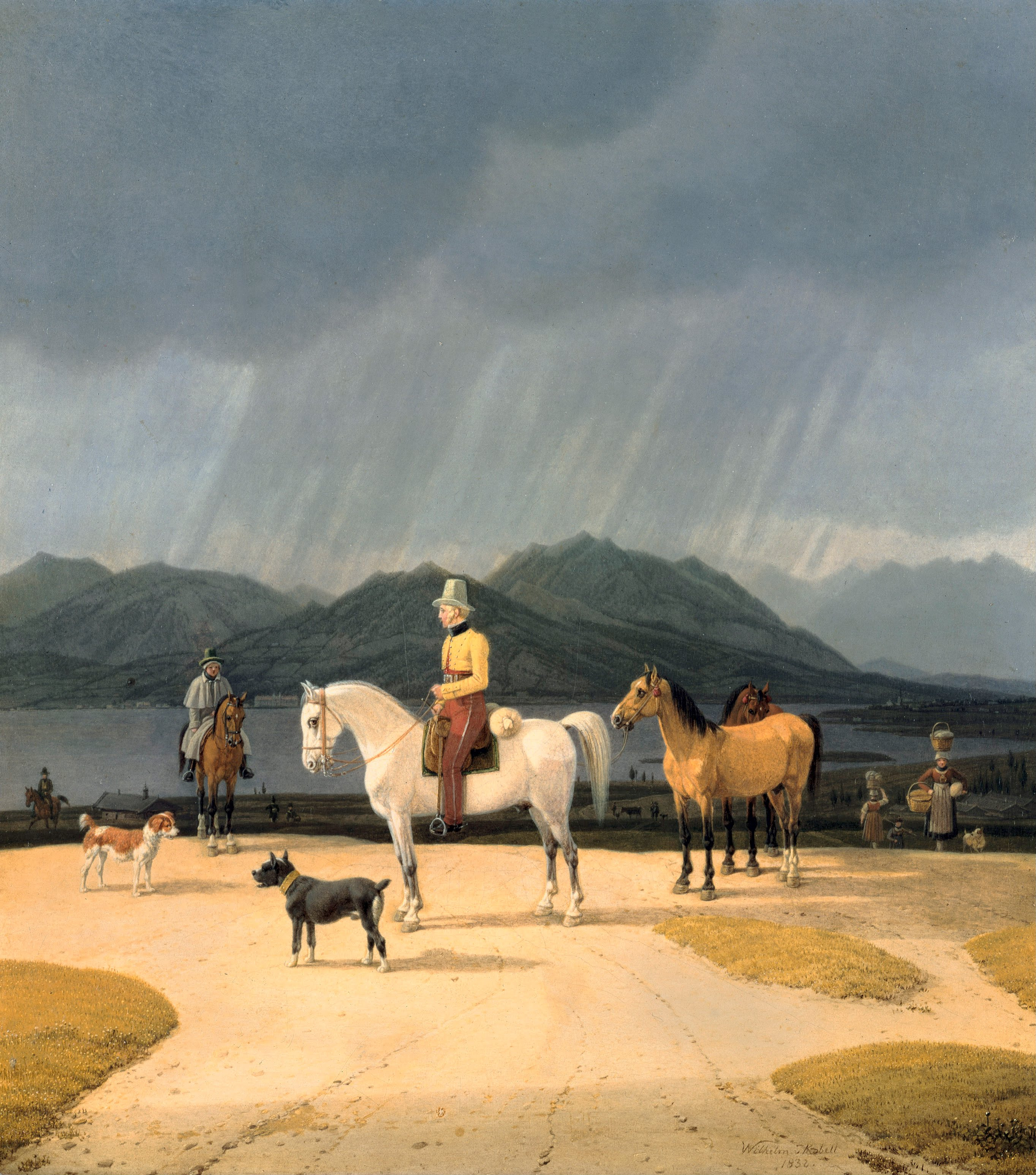
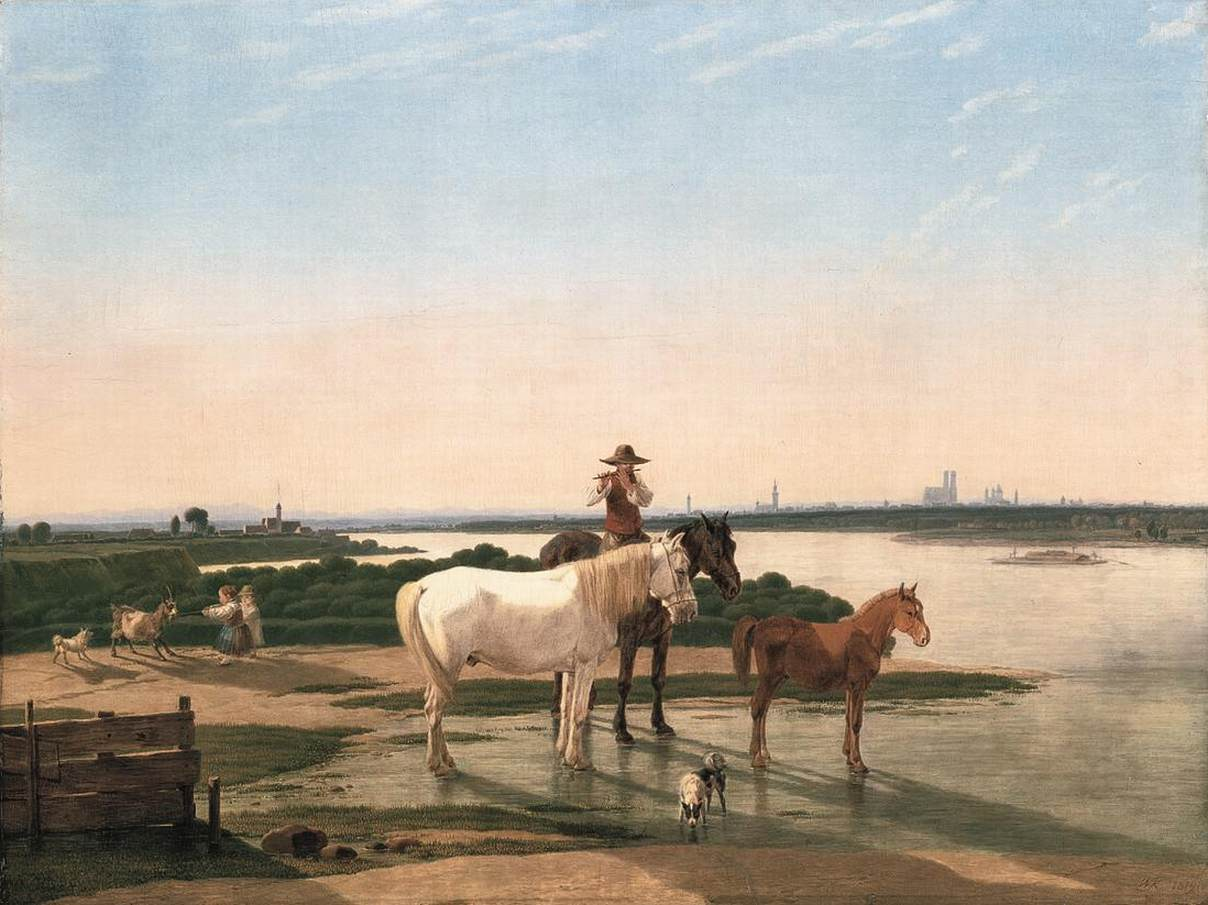
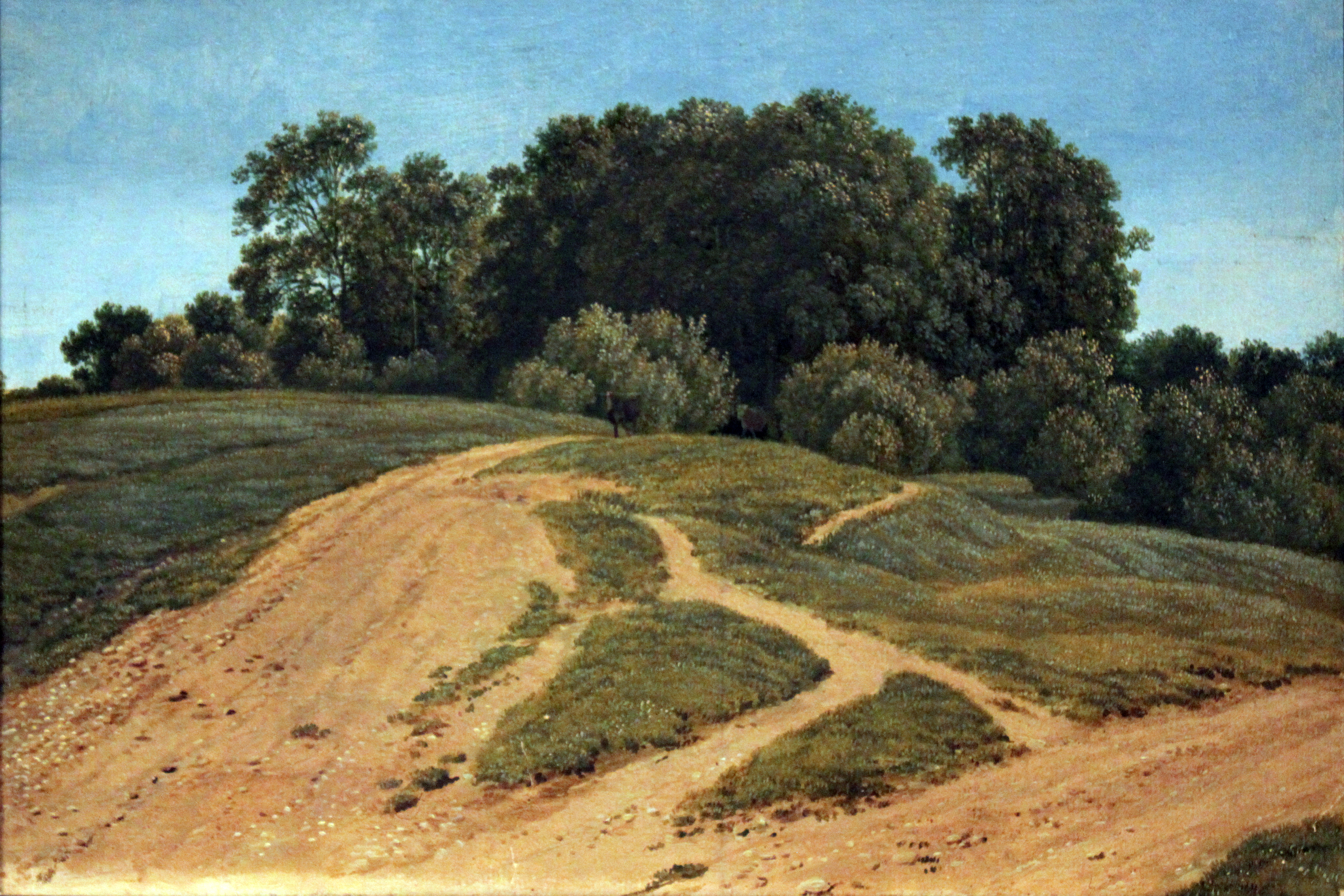
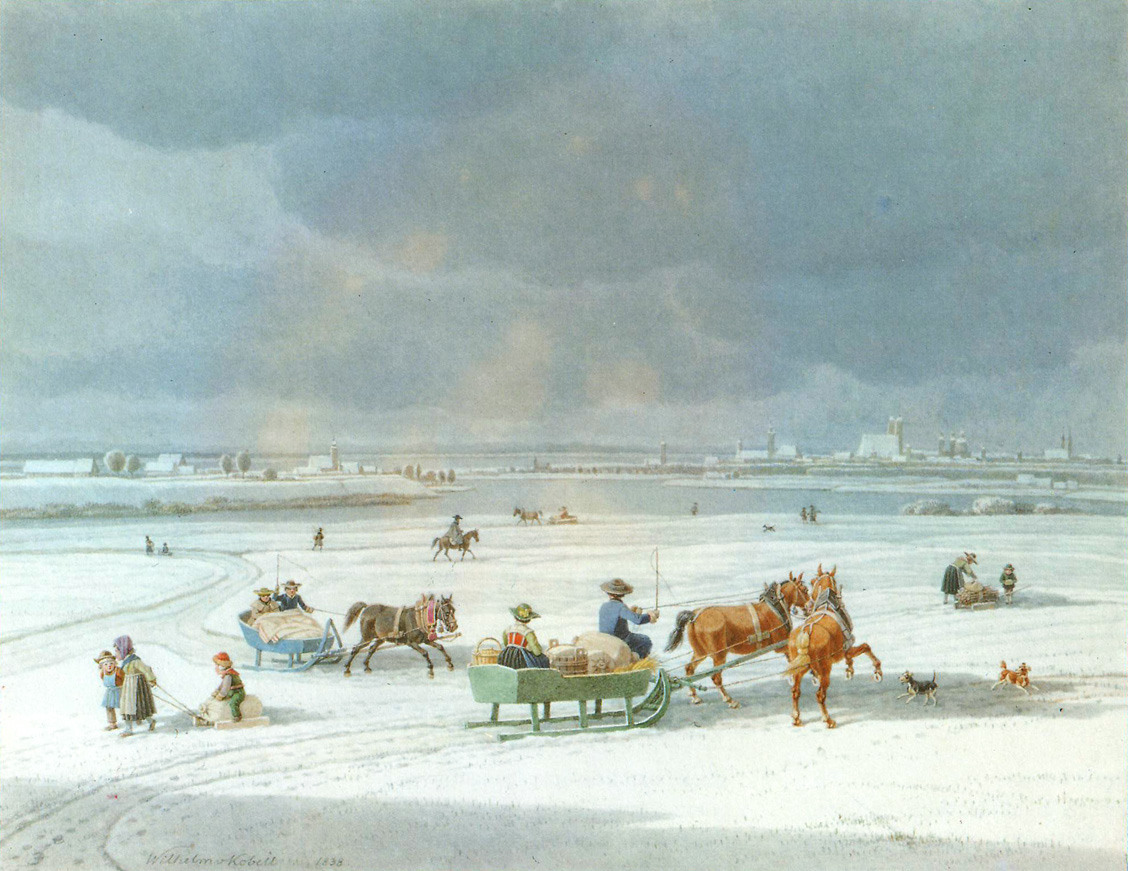